# WWE Speed Championship
El WWE Speed Championship (Campeonato Speed de WWE, en español) es un campeonato de lucha libre profesional creado y utilizado por la empresa de lucha libre profesional estadounidense WWE, disponible para luchadores masculinos de las tres marcas de WWE. Fue anunciado el 27 de marzo de 2024 y tiene una estipulación en la que las luchas tienen un límite de 3 minutos, siendo esta una nueva estipulación para atraer a más audiencia a a la promoción. El título lleva el nombre del programa en línea WWE Speed, que es donde se transmiten exclusivamente los combates después de los eventos principales de la marca. El actual campeón es El Grande Americano, quien se encuentra en su primer reinado.

## Historia
El 9 de febrero de 2024, WWE anunció una asociación con X (anteriormente Twitter) para presentar el nuevo programa WWE Speed, una serie de videos semanales para transmitir exclusivamente en la plataforma en la cual los luchadores tendrán combates con un límite de tiempo de 3 minutos. El mes siguiente, el comentarista de WWE Corey Graves anunció que Speed se estrenaría el 3 de abril de 2024, pero que los combates durarían 3 minutos. También se reveló un torneo de 8 participantes para coronar al Campeón Speed de WWE que se llevaría a cabo durante los primeros episodios del programa. También se reveló que los luchadores de las tres divisiones de marcas |de WWE (Raw, SmackDown y la marca en desarrollo NXT) podrán ganar el título. Durante la final, Ricochet derrotó a Johnny Gargano para convertirse en el campeón inaugural al mismo tiempo se reveló el diseño del campeonato. 

## Torneo inaugural
|  | Primera Ronda                        | Primera Ronda                        | Primera Ronda                        |                |              | Semifinales                                  | Semifinales                                  | Semifinales                                  |  |          | Final                                             | Final                                             | Final                                             |  |
|  | Speed (del 3 al 17 de abril de 2024) | Speed (del 3 al 17 de abril de 2024) | Speed (del 3 al 17 de abril de 2024) |                |              | Speed (del 24 de abril al 1 de mayo de 2024) | Speed (del 24 de abril al 1 de mayo de 2024) | Speed (del 24 de abril al 1 de mayo de 2024) |  |          | Speed (26 de abril, emitido el 8 de mayo de 2024) | Speed (26 de abril, emitido el 8 de mayo de 2024) | Speed (26 de abril, emitido el 8 de mayo de 2024) |  |
|  |                                      |                                      |                                      |                |              |                                              |                                              |                                              |  |          |                                                   |                                                   |                                                   |  |
|  |                                      |                                      |                                      |                |              |                                              |                                              |                                              |  |          |                                                   |                                                   |                                                   |  |
|  | Dragon Lee                           | Dragon Lee                           | 2:57                                 |                |              |                                              |                                              |                                              |  |          |                                                   |                                                   |                                                   |  |
|  | Dragon Lee                           | Dragon Lee                           | 2:57                                 |                |              |                                              |                                              |                                              |  |          |                                                   |                                                   |                                                   |  |
|  | Ricochet                             | Ricochet                             | Pin                                  |                |              |                                              |                                              |                                              |  |          |                                                   |                                                   |                                                   |  |
|  | Ricochet                             | Ricochet                             | Pin                                  |                | Ricochet     | Ricochet                                     | Pin                                          |                                              |  |          |                                                   |                                                   |                                                   |  |
|  |                                      |                                      |                                      |                | Ricochet     | Ricochet                                     | Pin                                          |                                              |  |          |                                                   |                                                   |                                                   |  |
|  |                                      |                                      | JD McDonagh                          | JD McDonagh    | 1:58         |                                              |                                              |                                              |  |          |                                                   |                                                   |                                                   |  |
|  | JD McDonagh                          | JD McDonagh                          | JD McDonagh                          | JD McDonagh    | 1:58         | Pin                                          |                                              |                                              |  |          |                                                   |                                                   |                                                   |  |
|  | JD McDonagh                          | JD McDonagh                          |                                      |                |              |                                              |                                              |                                              |  |          |                                                   |                                                   |                                                   |  |
|  | Axiom                                | Axiom                                | 2:26                                 |                |              |                                              |                                              |                                              |  |          |                                                   |                                                   |                                                   |  |
|  | Axiom                                | Axiom                                | 2:26                                 |                |              |                                              |                                              |                                              |  | Ricochet | Ricochet                                          | Pin                                               |                                                   |  |
|  |                                      |                                      |                                      |                |              |                                              |                                              |                                              |  | Ricochet | Ricochet                                          | Pin                                               |                                                   |  |
|  |                                      |                                      | Johnny Gargano                       | Johnny Gargano | 4:21         |                                              |                                              |                                              |  |          |                                                   |                                                   |                                                   |  |
|  | Bronson Reed                         | Bronson Reed                         | Johnny Gargano                       | Johnny Gargano | 4:21         | Pin                                          |                                              |                                              |  |          |                                                   |                                                   |                                                   |  |
|  | Bronson Reed                         | Bronson Reed                         |                                      |                |              |                                              |                                              |                                              |  |          |                                                   |                                                   |                                                   |  |
|  | Cedric Alexander                     | Cedric Alexander                     | 1:50                                 |                |              |                                              |                                              |                                              |  |          |                                                   |                                                   |                                                   |  |
|  | Cedric Alexander                     | Cedric Alexander                     | 1:50                                 |                | Bronson Reed | Bronson Reed                                 | 2:23                                         |                                              |  |          |                                                   |                                                   |                                                   |  |
|  |                                      |                                      |                                      |                | Bronson Reed | Bronson Reed                                 | 2:23                                         |                                              |  |          |                                                   |                                                   |                                                   |  |
|  |                                      |                                      | Johnny Gargano                       | Johnny Gargano | Pin          |                                              |                                              |                                              |  |          |                                                   |                                                   |                                                   |  |
|  | Johnny Gargano                       | Johnny Gargano                       | Johnny Gargano                       | Johnny Gargano | Pin          | Pin                                          |                                              |                                              |  |          |                                                   |                                                   |                                                   |  |
|  | Johnny Gargano                       | Johnny Gargano                       |                                      |                |              |                                              |                                              |                                              |  |          |                                                   |                                                   |                                                   |  |
|  | Angel Garza                          | Angel Garza                          | 2:08                                 |                |              |                                              |                                              |                                              |  |          |                                                   |                                                   |                                                   |  |
|  | Angel Garza                          | Angel Garza                          | 2:08                                 |                |              |                                              |                                              |                                              |  |          |                                                   |                                                   |                                                   |  |
|  |                                      |                                      |                                      |                |              |                                              |                                              |                                              |  |          |                                                   |                                                   |                                                   |  |

## Campeones
El primer campeón fue Ricochet, quien se impuso a Johnny Gargano en la final del torneo inaugural. Desde entonces, ha habido 4 campeones en igual número de reinados.

### Campeón actual
El campeón actual es El Grande Americano, quien se encuentra en su primer reinado. El Grande Americano ganó el título tras derrotar al excampeón Dragon Lee el 5 de mayo de 2025 en Speed, lucha que fue emitida el 7 de mayo de 2025.
El Grande Americano registra hasta el 28 de julio de 2025 las siguientes defensas transmitidas:
1. vs. Berto (17 de junio de 2025 -emitida el 18 de junio-, Speed)

### Lista de campeones
| N.º           | Campeón             | Lucha                   | Lucha  | Lucha                | Estadísticas | Estadísticas | Estadísticas      | Notas y referencias |
| N.º           | Campeón             | Fecha                   | Evento | Ubicación            | Reinado      | Días         | Días rec. por WWE | Notas y referencias |
| ------------- | ------------------- | ----------------------- | ------ | -------------------- | ------------ | ------------ | ----------------- | --- |
| WWE Raw       |                     |                         |        |                      |              |              |                   | |
| WWE SmackDown |                     |                         |        |                      |              |              |                   | |
| WWE NXT       |                     |                         |        |                      |              |              |                   | |
| 1             | Ricochet            | 26 de abril de 2024     | Speed  | Cincinnati, Ohio     | 1            | 42           | 42                | Derrotó a Johnny Gargano en la final del torneo para convertirse en el campeón inaugural el 26 de abril de 2024, pero WWE reconoce el inicio del reinado a partir del 3 de mayo, cuando el combate fue emitido en diferido. |
| 2             | Andrade             | 7 de junio de 2024      | Speed  | Louisville, Kentucky | 1            | 161          | 159               | La lucha se realizó el 7 de junio de 2024, pero WWE reconoce el inicio del reinado a partir del 14 de junio, cuando el combate fue emitido en diferido.                                                                     |
| 3             | Dragon Lee          | 15 de noviembre de 2024 | Speed  | Milwaukee, Wisconsin | 1            | 171          | 167               | La lucha se realizó el 15 de noviembre de 2024, pero WWE reconoce el inicio del reinado a partir del 20 de noviembre, cuando el combate fue emitido en diferido.                                                            |
| 4             | El Grande Americano | 5 de mayo de 2025       | Speed  | Omaha, Nebraska      | 1            | 84+          | 82+               | La lucha se realizó el 5 de mayo de 2025, pero WWE reconoce el inicio del reinado a partir del 7 de mayo, cuando el combate fue emitido en diferido.                                                                        |

### Total de días con el título

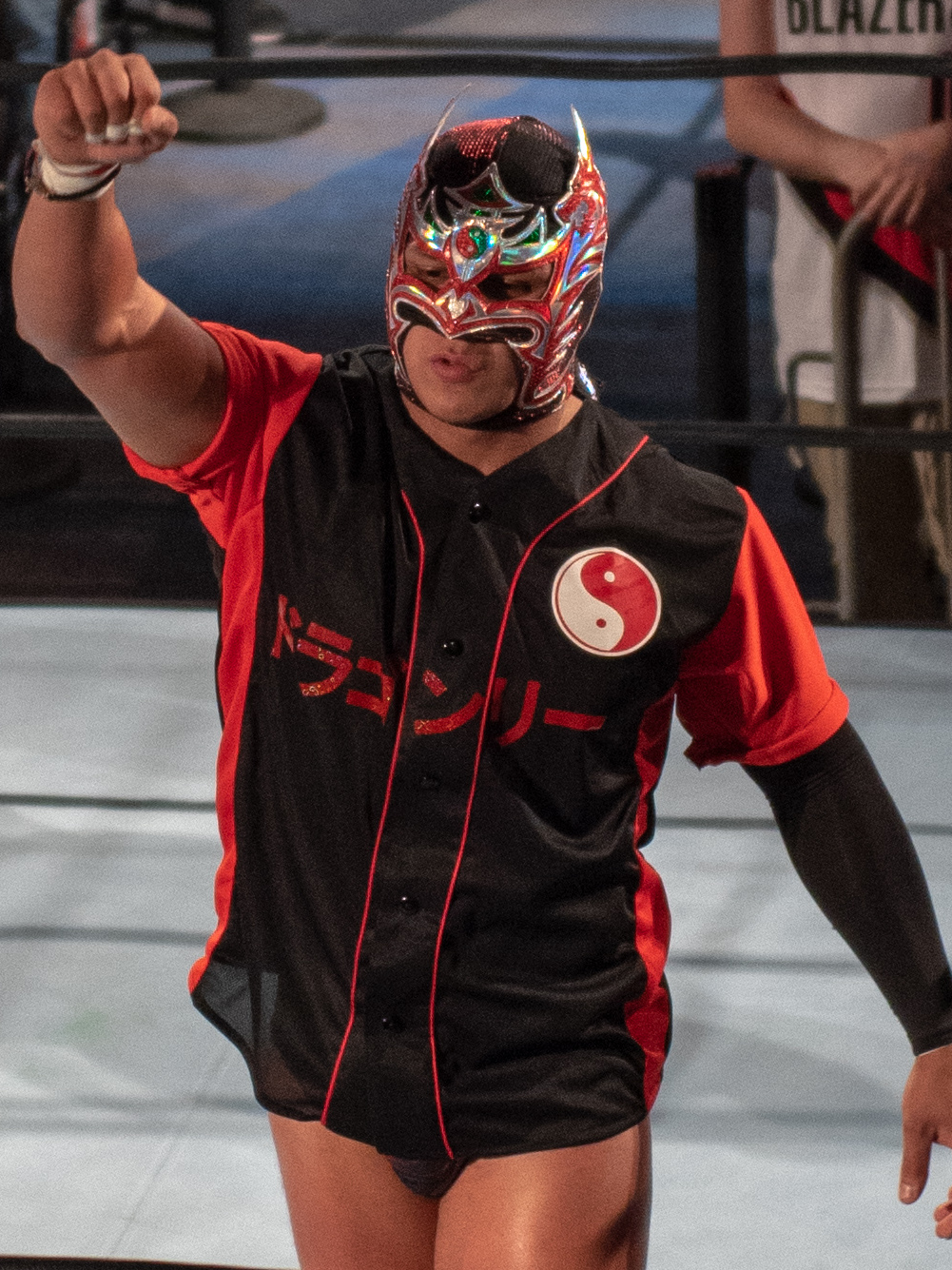
Dragon Lee posee el reinado más largo de la historia del campeonato, con 171 días (168 días reconocidos por WWE).

La siguiente lista muestra el total de días que un luchador ha poseído el campeonato si se suman todos los reinados que posee. Actualizado a la fecha del 28 de julio de 2025.
| + | Indica al campeón actual. |

| N.º | Luchador            | Reinados | Días combinados | Reconocidos por WWE |
| --- | ------------------- | -------- | --------------- | ------------------- |
| 1   | Dragon Lee          | 1        | 171             | 167                 |
| 2   | Andrade             | 1        | 161             | 159                 |
| 3   | El Grande Americano | 1        | 84+             | 82+                 |
| 4   | Ricochet            | 1        | 42              | 42                  |